# 기분 좋은 밤 (텔레비전 프로그램)
《기분 좋은 밤》은 대한민국의 SBS에서 방영되었던 예능 텔레비전 프로그램으로, 당초 1998년 10월 9일 첫 방송될 예정이었으나, 같은 날 오후 5시 50분부터 편성된 프로야구 준플레이오프 1차전 중계가 연장전까지 이어지는 바람에 첫 방송은 1998년 10월 16일로 연기되었다.
한편, 2000년 가을 개편부터 연출을 맡아온 최성인 PD는 2001년 초 프리랜서 선언과 함께  중도 하차하였으며, 그 후 MBC 출신  한경진 PD가 후임 연출자로 합류하였다.

## 방송 일정
- 1998년 10월 16일 ~ 2001년 10월 26일 : 매주 금요일 밤 9시 55분 ~ 10시 50분

## 역대 진행자
- 신동엽 - 중도하차[4]
- 이영자
- 박수홍[5]
- 김정은
- 표인봉
- 이휘재
- 손태영

## 코너 목록
- 랭크특급
- 랭크 실험실
- 결혼할까요
- 스페셜 연예인 랭크특급
- 조성모 컴백 스페셜
- 스토커형
- 천상휴가

## 참고 사항
- 초창기에는  30% 시청률로 높은 인기를 누렸으나[6] 신동엽[7] 이영자[8] 하차 뒤 예전의 인기를 회복하지 못했고 2000년 10월 13일부터 채널 시간대를 옮겨간[9] KBS 2TV  《VJ특공대》때문에 시청률이 갈수록 떨어지자 2001년 가을 폐지됐다.

## 논란
- 메인 MC 신동엽이 1999년 12월 8일 대마초 흡연 혐의로 구속되면서  같은 달 10일부터[10] 방송이 중단되었고 12월 17일부터 한동안 스페셜 진행자 체제로 방송을 이어갔으며 2000년 2월 4일 설 특집 방송부터 박수홍이 새 MC로 투입되었다.

- 한편, 2000년 3월 24일 방송된 〈결혼할까요〉 코너에 출연한[11] 여성의 가짜 학력을 사전에 확인하지 않고 방송함으로써 물의를 빚었고, 같은 해 4월 18일 방송위원회로부터 시청자에 대한 사과 명령 조치를[12] 받았다. 또한 같은 해 5월에는 경제정의실천시민연합이 선정한 제5회 ‘시청자가 뽑은 나쁜 프로그램’에 불명예스럽게[13] 이름을 올렸다. 이후 2001년 5월 25일에도 〈결혼할까요〉 코너에 출연한 여성의 가짜 학력이 확인되지 않은 채[14] 방송되어 다시금 따가운 시선을 받았다.

## 결방
- 1999년 6월 25일 - 8시 40분부터 세계 불우 어린이돕기 <마이클잭슨과 친구들 한국공연> 2~4부 편성[15]
- 1999년 12월 10일 - 특집 <평화친선음악회> 편성[16]
- 1999년 12월 31일 - 8시 40분부터 <굿바이!1999 SBS 연기대상> 1~2부 편성[17]
- 2000년 7월 28일 - 8시 40분부터 <한중 축구 평가전> 중계 편성
- 2000년 12월 29일 - 8시 40분부터 《가요대전》1~2부 편성[18]

## 시간대 변경
- 1999년 9월 17일 - 8시 40분부터 <슈퍼엘리트 모델 본선대회> 1~2부 편성에 따라[19] 10시 40분으로 이동했고 《SBS 영화특급》이 11시 40분으로 옮겨갔으며 《당신은 누구시길래》 《순풍산부인과》 결방
- 1999년 10월 15일 - 《순풍산부인과》 400회 특집이 9시 25분부터 50분 동안 편성되어[20] 10시 15분부터 11시 15분까지 방영
- 2000년 9월 1일 - 6시 40분부터 SBS 축구채널 개국기념[21] 올림픽 대표 환송전 <한국 VS 나이지리아> 중계 편성에 따라 10시 10분으로 늦춰졌고 《행진》 《진실게임》 《당신은 누구시길래》 결방
- 2000년 9월 15일 - 올림픽 관련 프로그램 편성 탓인지 10시 25분으로 늦춰졌고 이 과정에서 《당신은 누구시길래》 최종회가 9시 15분, 《순풍산부인과》가 9시 45분으로 이동했으며 《행진》 《진실게임》 결방
- 2000년 11월 3일 - 5시 50분부터 한국시리즈 4차전 중계 편성에 따라[22] 10시 25분으로 늦춰졌고 이 과정에서 《8 뉴스》가 9시, 《오늘의 스포츠》가 9시 40분, 《순풍산부인과》가 9시 45분으로 옮겨갔으며 《자꾸만 보고싶네》 결방
- 2001년 5월 25일 - SBS 스포츠 국가대표 평가전 <한국 VS 카메룬> 중계 편성에 따라[23] 10시 10분으로 옮겨갔고 《골뱅이》 《진실게임》 《소문난 여자》 결방